# أوليغ يرماك
أوليغ يرماك (بالأوكرانية: Єрмак Олег Васильович) هو لاعب كرة قدم أوكراني في مركزي الدفاع والوسط، ولد في 9 مارس 1986 في أوختيركا في أوكرانيا. لعب مع أرسنال كييف وزوريا لوهانسك وشاختار دونيتسك ونادي زاريا بالتي.

## وصلات خارجية
- أوليغ يرماك على موقع اتحاد أوكرانيا (الإنجليزية)
- أوليغ يرماك على موقع Soccerway.com (الإنجليزية)
- أوليغ يرماك على موقع عالم كرة القدم.نت (الإنجليزية)